# Le Val-Saint-Père
Pour les articles homonymes, voir Saint-Père.
Le Val-Saint-Père est une commune française située dans le département de la Manche en région Normandie, peuplée de 1 914 habitants.

## Géographie
La commune donne sur la baie du mont Saint-Michel et est entourée d'Avranches, Saint-Loup, Saint-Quentin-sur-le-Homme et Pontaubault.

### Hydrographie
La commune est située dans le bassin Seine-Normandie. Elle est drainée par la Sée, le ruisseau du Moulinet, un bras du Moulinet, la Douve, le fossé 01 de la Haute Guette et le fossé 01 des Plataines,,.
La Sée, d'une longueur de 79 km, prend sa source dans la commune de Sourdeval et se jette  dans le golfe de Saint-Malo en limite du  en limite de la commune et de Vains, après avoir traversé 20 communes. 

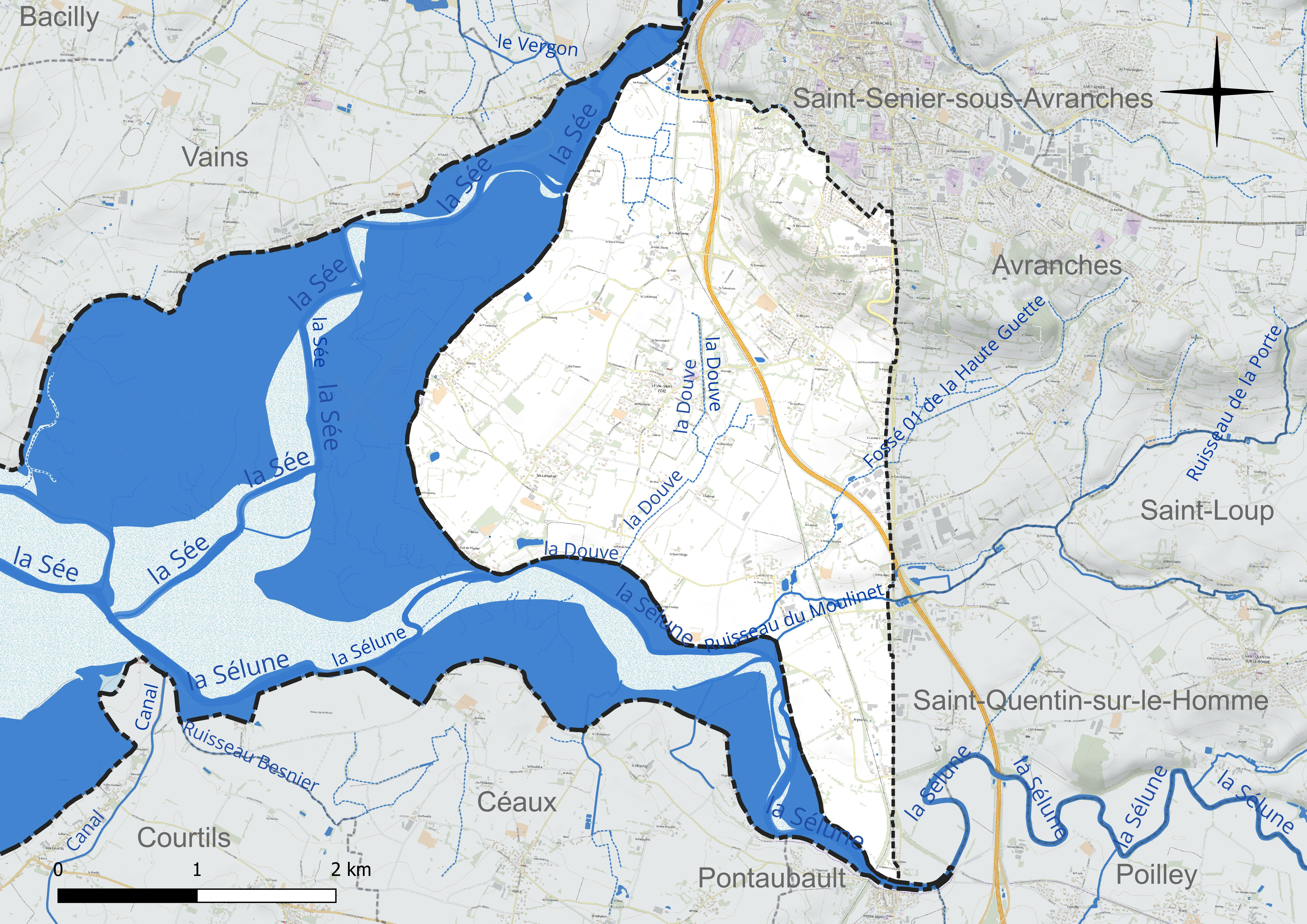
Réseau hydrographique du Val-Saint-Père.

Le ruisseau du Moulinet, d'une longueur de 11 km, prend sa source dans la commune de Saint-Ovin et se jette  dans la Sélune sur la commune, après avoir traversé cinq communes. 

### Climat
Pour des articles plus généraux, voir Climat de la Normandie et Climat de la Manche.
En 2010, le climat de la commune est de type climat océanique franc, selon une étude du CNRS s'appuyant sur une série de données couvrant la période 1971-2000. En 2020, Météo-France publie une typologie des climats de la France métropolitaine dans laquelle la commune est exposée à un climat océanique et est dans la région climatique Bretagne orientale et méridionale, Pays nantais, Vendée, caractérisée par une faible pluviométrie en été et une bonne insolation. Parallèlement le GIEC normand, un groupe régional d’experts sur le climat, différencie quant à lui, dans une étude de 2020, trois grands types de climats pour la région Normandie, nuancés à une échelle plus fine par les facteurs géographiques locaux. La commune est, selon ce zonage, exposée à un « climat maritime », correspondant au Cotentin et à l'ouest du département de la Manche, frais, humide et pluvieux, où les contrastes pluviométrique et thermique sont parfois très prononcés en quelques kilomètres quand le relief est marqué.
Pour la période 1971-2000, la température annuelle moyenne est de 11,1 °C, avec une amplitude thermique annuelle de 11,6 °C. Le cumul annuel moyen de précipitations est de 849 mm, avec 13,4 jours de précipitations en janvier et 8,3 jours en juillet. Pour la période 1991-2020, la température moyenne annuelle observée sur la station météorologique la plus proche, située sur la commune de Pontorson à 15 km à vol d'oiseau, est de 11,9 °C et le cumul annuel moyen de précipitations est de 821,3 mm,. Pour l'avenir, les paramètres climatiques de la commune estimés pour 2050 selon différents scénarios d'émission de gaz à effet de serre sont consultables sur un site dédié publié par Météo-France en novembre 2022.

## Urbanisme

### Typologie
Au 1er janvier 2024, Le Val-Saint-Père est catégorisée ceinture urbaine, selon la nouvelle grille communale de densité à sept niveaux définie par l'Insee en 2022.
Elle appartient à l'unité urbaine d'Avranches, une agglomération intra-départementale regroupant cinq  communes, dont elle est une commune de la banlieue,,. Par ailleurs la commune fait partie de l'aire d'attraction d'Avranches, dont elle est une commune de la couronne,. Cette aire, qui regroupe 32 communes, est catégorisée dans les aires de moins de 50 000 habitants,.
La commune, bordée par la Manche, est également une commune littorale au sens de la loi du 3 janvier 1986, dite loi littoral. Des dispositions spécifiques d’urbanisme s’y appliquent dès lors afin de préserver les espaces naturels, les sites, les paysages et l’équilibre écologique du littoral, tel le principe d'inconstructibilité, en dehors des espaces urbanisés, sur la bande littorale des 100 mètres, ou plus si le plan local d’urbanisme le prévoit.

### Occupation des sols
L'occupation des sols de la commune, telle qu'elle ressort de la base de données européenne d’occupation biophysique des sols Corine Land Cover (CLC), est marquée par l'importance des territoires agricoles (80,2 % en 2018), en diminution par rapport à 1990 (93,4 %). La répartition détaillée en 2018 est la suivante : terres arables (33,2 %), prairies (25,5 %), zones agricoles hétérogènes (21,5 %), zones urbanisées (18,1 %), zones industrielles ou commerciales et réseaux de communication (1,4 %), eaux maritimes (0,2 %), zones humides côtières (0,1 %). L'évolution de l’occupation des sols de la commune et de ses infrastructures peut être observée sur les différentes représentations cartographiques du territoire : la carte de Cassini (XVIIIe siècle), la carte d'état-major (1820-1866) et les cartes ou photos aériennes de l'IGN pour la période actuelle (1950 à aujourd'hui).

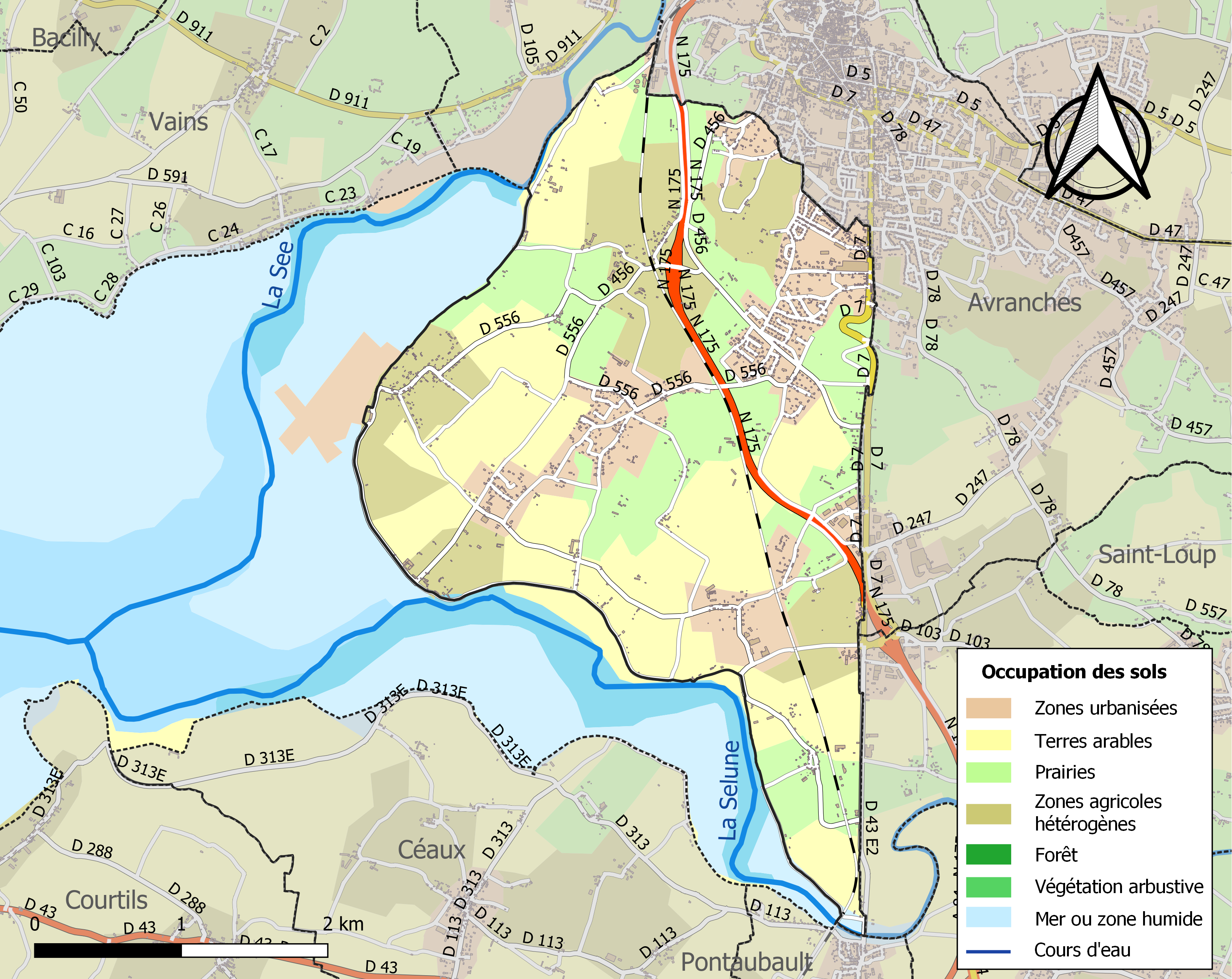
Carte des infrastructures et de l'occupation des sols de la commune en 2018 (CLC).

## Toponymie
Le nom de la localité est attesté sous les formes in valle Sancti Petri en 1222, Val Saint Pere en 1305, Val Saint Perre en 1392, le Val Saint Pair entre le XVIIe et le XXe siècle.
La paroisse s'est nommée à la fois Val-Saint-Père en lien avec saint Pierre qui est le patron de l'église et Val-Saint-Pair en référence à saint Pair évêque d’Avranches. Il s'agit d'un composé de val « vallée » et du nom de Saint-Pierre sous une forme dialectale. Le sens global est donc « la vallée de Saint Pierre », « la vallée mise sous le patronage de Saint Pierre ».
Le gentilé choisi par la municipalité est Val-Saint-Pierrais.

## Histoire
Au XVIIe siècle, frère du Fresne et frère Auvray qui occupaient l'ermitage, à l'écart de la ville, furent escroqués par un faux ermite entraînant la disparition de l'ermitage. C'est aussi au XVIIe que Le Plé du Val Saint-Père, lors de la révolte des Nu-pieds, tua le 30 novembre 1639 Antoine de Saint-Simon-de-Coutomer, officier de Gassion, et parvint à s'enfuir.
Au cours de la période révolutionnaire de la Convention nationale (1792-1795), la commune s'est appelée Le Val-Père.

## Politique et administration

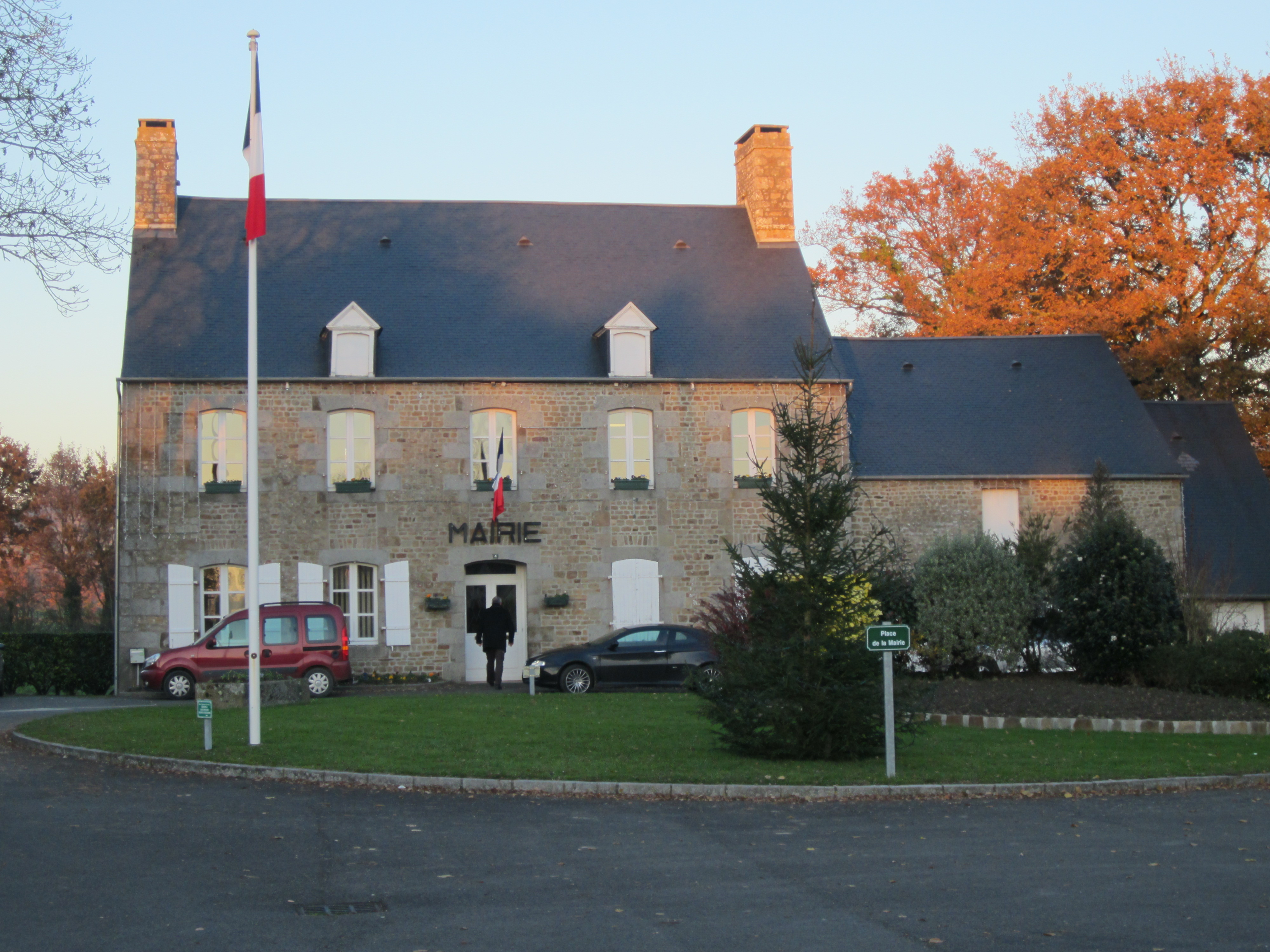
La mairie.

| Période                                  | Période              | Identité                          | Étiquette | Qualité                              |
| ---------------------------------------- | -------------------- | --------------------------------- | --------- | ------------------------------------ |
| Les données manquantes sont à compléter. |                      |                                   |           |                                      |
| 1807                                     | janvier 1833 (décès) | Pierre René Foucher               |           |                                      |
| 1833                                     | mars 1846 (décès)    | Augustin Legard                   |           | Propriétaire cultivateur             |
| 1846                                     | 1850                 | Antonin Desplanches               |           |                                      |
| 1851                                     | 1852                 | Gabriel Letellier                 |           |                                      |
| 1852                                     | 1854                 | Ange Armand Suvigny               |           | Rentier                              |
| 1855                                     | mai 1878 (décès)     | Bon Hippolyte Langlois            |           | Propriétaire                         |
| 1879                                     | 1892                 | François Blier                    |           |                                      |
| 1892                                     | 1945                 | Henri Béguin                      |           |                                      |
| 1945                                     | mars 1965            | Pierre Béchet                     |           |                                      |
| mars 1965                                | mars 1983            | Victor Chesnel                    |           |                                      |
| mars 1983                                | juin 1995            | Rolland Dupuis                    |           | Entrepreneur et expert en assurances |
| juin 1995                                | mars 2014            | André Trochon                     | DVD       | Cadre technique                      |
| mars 2014                                | En cours             | Marie-Claire Rivière-Daillencourt | SE        | Directrice d'école                   |

## Démographie
L'évolution du nombre d'habitants est connue à travers les recensements de la population effectués dans la commune depuis 1793. Pour les communes de moins de 10 000 habitants, une enquête de recensement portant sur toute la population est réalisée tous les cinq ans, les populations de référence des années intermédiaires étant quant à elles estimées par interpolation ou extrapolation. Pour la commune, le premier recensement exhaustif entrant dans le cadre du nouveau dispositif a été réalisé en 2005.
En 2022, la commune comptait 1 914 habitants, en évolution de −5,62 % par rapport à 2016 (Manche : −0,31 %, France hors Mayotte : +2,11 %).
| 1793  | 1800  | 1806  | 1821  | 1831  | 1836 | 1841  | 1846  | 1851  |
| ----- | ----- | ----- | ----- | ----- | ---- | ----- | ----- | ----- |
| 1 112 | 1 136 | 1 037 | 1 025 | 1 045 | 992  | 1 073 | 1 238 | 1 241 |

| 1856  | 1861  | 1866  | 1872  | 1876  | 1881  | 1886  | 1891  | 1896  |
| ----- | ----- | ----- | ----- | ----- | ----- | ----- | ----- | ----- |
| 1 167 | 1 147 | 1 158 | 1 092 | 1 158 | 1 183 | 1 118 | 1 092 | 1 105 |

| 1901  | 1906  | 1911 | 1921 | 1926 | 1931 | 1936 | 1946 | 1954  |
| ----- | ----- | ---- | ---- | ---- | ---- | ---- | ---- | ----- |
| 1 000 | 1 002 | 944  | 833  | 842  | 903  | 963  | 956  | 1 031 |

| 1962 | 1968 | 1975  | 1982  | 1990  | 1999  | 2005  | 2006  | 2010  |
| ---- | ---- | ----- | ----- | ----- | ----- | ----- | ----- | ----- |
| 916  | 857  | 1 340 | 1 594 | 1 609 | 1 574 | 1 759 | 1 812 | 1 853 |

| 2015  | 2020  | 2022  | - | - | - | - | - | - |
| ----- | ----- | ----- | - | - | - | - | - | - |
| 2 017 | 1 935 | 1 914 | - | - | - | - | - | - |

## Culture locale et patrimoine

### Lieux et monuments

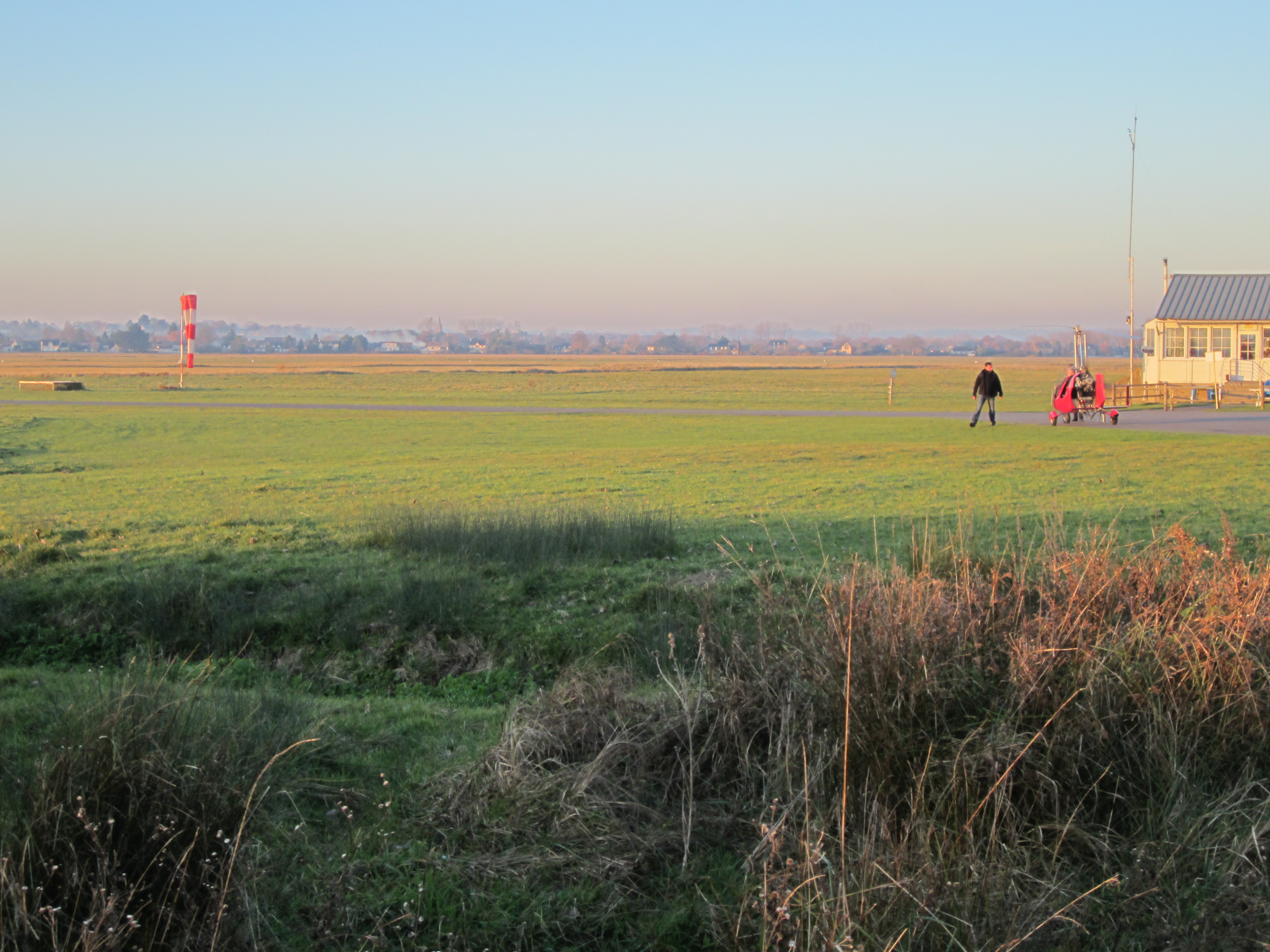
La piste de l'aérodrome du Val-Saint-Père.

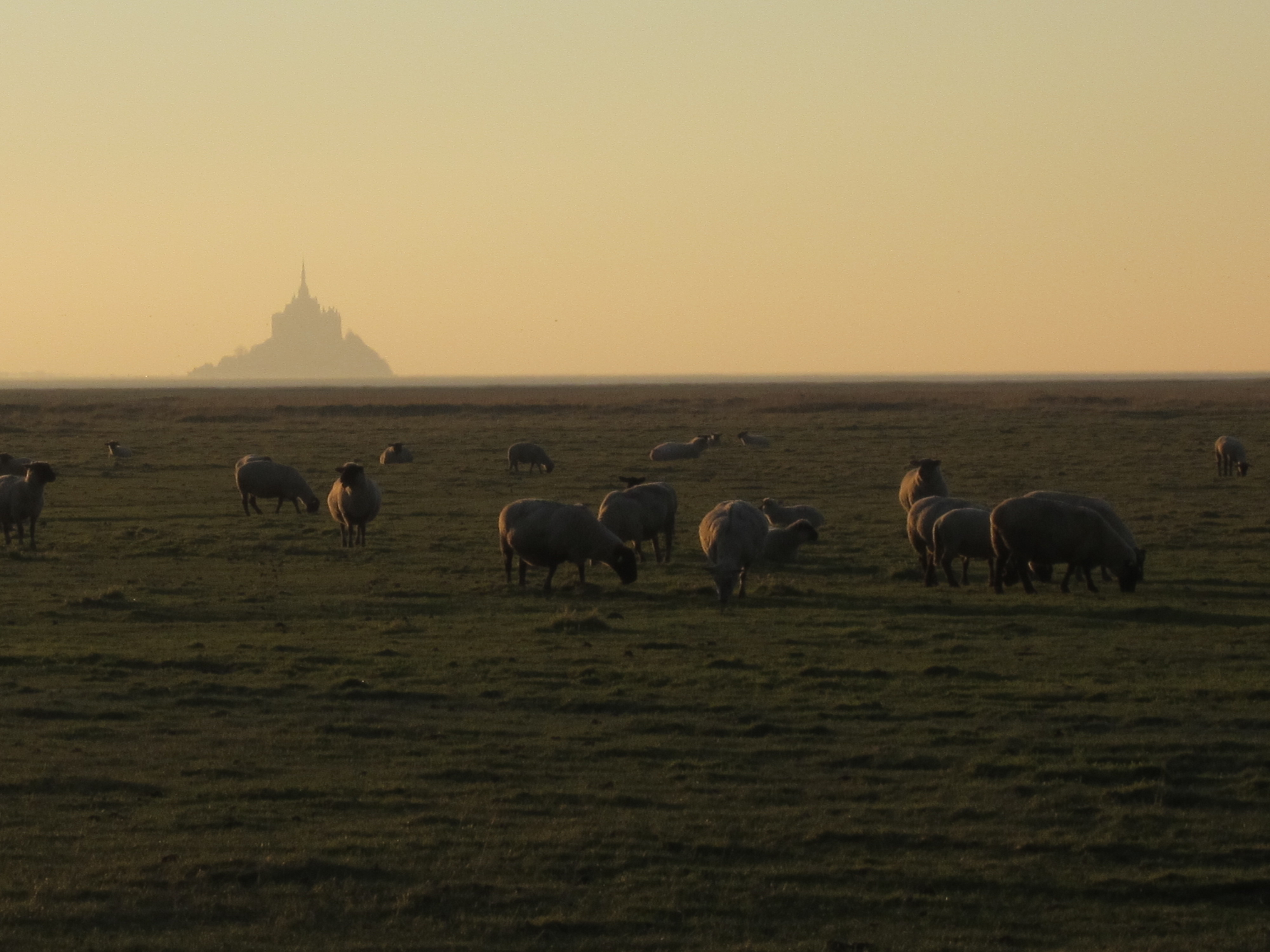
Vue sur la baie du mont Saint-Michel depuis le Gué-de-l'Épine.

- Église Saint-Pierre des XVIe – XVIIe siècles. Son clocher coiffé en bâtière voit la base de son toit agrémenté, côté sud et nord, d'une balustrade ajourée[34], et son avant-porche est couvert en pierre en tas de charge[34]. Elle abrite des autels latéraux du XVIIe, des statues du XVIIIe et une Vierge à l'Enfant du XVe, une verrière des XVIe et XIXe.
- La Provostière du XVIIe siècle et son pigeonnier.
- Ancienne léproserie.
- Moulins de Flaget et du Moulinet.
- Croix de chemin : la Croix Verte, la croix de Chanet.
- L'aérodrome d'Avranches, inauguré en 1934, est situé au Val-Saint-Père, au lieu-dit Bouillé. En 1937, il reçut la visite d'Antoine de Saint-Exupéry.
- Le Gué-de-l’Épine présente une vue sur la baie du mont Saint-Michel, Tombelaine, et le mont Saint-Michel.
- Herbus de la baie du Mont-Saint-Michel sur lesquels broutent les moutons de pré-salés.
- Hôtel-restaurant « Les Treize Assiettes », construit dans les années 1890. Il se nommait à l'origine « l'Hôtel de la Gare », à la suite de la construction de la gare dite « de Pontaubault ». Ils seront tous les deux le plus souvent répertoriés comme étant de Pontaubault, en raison de leur proximité avec le bourg de cette commune située sur la route de la Bretagne. Mais l'une et l'autre sont bien au Val Saint-Père.